# Saint-Gildas-de-Rhuys
Saint-Gildas-de-Rhuys (en bretó Lokentaz) és un municipi francès, situat a la regió de Bretanya, al departament d'Ar Mor-Bihan. L'any 2006 tenia 1.601 habitants. Al seu territori hi ha la cèlebre abadia de Saint-Gildas. El seu nom es deu al monjo Gildas de Rhuys, eclesiàstic destacat de l'església celta-cristiana a Britànnia.

## Demografia
| 1962                                       | 1968 | 1975 | 1982  | 1990  | 1999  |
| ------------------------------------------ | ---- | ---- | ----- | ----- | ----- |
| 851                                        | 911  | 980  | 1.035 | 1-141 | 1.436 |
| Des de 1962: població sense dobles comptes |      |      |       |       |       |

## Administració
| Període   | Identitat        | Partit |
| --------- | ---------------- | ------ |
| 2001-2008 | André Mocquard   |        |
| 2001-     | Dominique Vanard |        |

## Personatges il·lustres
- Pierre Abélard fou abat de Saint-Gildas